# Raffaele Colapietra
Raffaele Colapietra (L'Aquila, 24 novembre 1931 – L'Aquila, 27 aprile 2023) è stato uno storico italiano.

## Biografia
Fu docente di storia moderna presso l'Università di Salerno, dove insegnò fino al 1990.
Scrisse numerosi saggi di storia sociale e sulle classi dirigenti del Mezzogiorno in età moderna e contemporanea, occupandosi, in particolare, della Napoli vicereale, di Masaniello, della transumanza, nonché dei partiti politici italiani fra XIX e XX secolo. La sua opera principale, tuttavia, consiste in una corposa biografia politica di Benedetto Croce uscita, in due volumi, tra il 1969 e il 1971.
All'Abruzzo e alla sua città natale dedicò diverse monografie, oltre a numerosi articoli pubblicati in particolare sulla Rivista Abruzzese. Grazie al documentario Draquila di Sabina Guzzanti, in cui compare, ha avuto risalto la sua scelta, da unico aquilano, di volere continuare ad abitare nella propria casa gravemente lesionata dal sisma del 2009, per il desiderio di non abbandonare né i propri gatti né i propri libri. Fu insignito dall'Università degli Studi "Gabriele d'Annunzio" dell'Ordine della Minerva.
È morto all'Aquila all'età di 91 anni.

## Opere
- "Leonida Bissolati", Feltrinelli, Milano, 1958
- "Il Novantotto. La crisi politica di fine secolo 1896-1900", Edizioni Avanti!, Milano-Roma, 1959
- "Vita pubblica e classi sociali nel Viceregno napoletano 1656-1734", Edizioni di Storia e Letteratura, Roma, 1961
- "Napoli tra dopoguerra e fascismo", Feltrinelli, Milano, 1962
- "La Chiesa tra Lamennais e Metternich. Il pontificato di Leone XII", Morcelliana, Brescia, 1963
- "La formazione diplomatica di Leone XII", Istituto per la storia del Risorgimento italiano, Roma, 1966
- "Felice Cavallotti e la democrazia radicale in Italia", Morcelliana, Brescia, 1966
- "Benedetto Croce e la politica italiana", voll. 2, Edizioni del centro librario, Bari/Santo Spirito, 1969 e 1970
- "La lotta politica in Italia dalla liberazione di Roma alla Costituente", Pàtron Editore, Bologna, 1969
- "La dogana di Foggia: storia di un problema economico", Edizioni del centro librario, Bari/Santo Spirito, 1972
- "Problemi monetari negli scrittori napoletani del Seicento", Accademia Nazionale dei Lincei,  Roma, 1973
- "Storia del Parlamento italiano", voll. VIII e IX, Flaccovio, Palermo, 1975 e 1976
- "1915-1945. Trent'anni di vita politica nel Molise", Nocera editore, Campobasso, 1975
- "La Capitanata nel periodo fascista 1926-1943", Amministrazione provinciale di Capitanata, Foggia, 1978
- "L'amabile fierezza di Francesco d'Andrea. Il Seicento napoletano nel carteggio con Gian Andrea Doria", Giuffrè, Milano, 1981
- "I Sanseverino di Salerno. Mito e realtà del barone ribelle", Laveglia Carlone Editore, Salerno, 1985
- "Errico De Marinis: dalla sociologia alla politica", Laveglia Carlone Editore, Salerno, 1994
- "Baronaggio, umanesimo e territorio nel Rinascimento meridionale", La Città del Sole, Napoli, 1999
- "Antonio Panella e la cultura storica toscana del primo Novecento", Edizioni Gonnelli, Firenze, 2010

### Scritti sull'Abruzzo
lista parziale
- Abruzzo, un profilo storico, Carabba, Lanciano 1978
- Antinoriana. L'Aquila dell'Antinori. Strutture sociali e urbane della città nel Sei e Settecento, voll. IV, Deputazione abruzzese di Storia patria, L'Aquila 1978
- Fucino ieri: 1878-1951, Tipografia Abruzzo Press, 1977
- Pescara 1860-1960, Costantini editore, 1980
- Pescara 1927-1960, Costantini editore, 1980
- L'Aquila e Foggia. Transumanza e religiosità nella società pastorale, Società Daunia di Cultura, Foggia 1981
- Gli aquilani d'antico regime davanti alla morte 1535-1780, Edizioni di Storia e Letteratura, Roma 1986
- Cultura e società all'Aquila tra angioini e spagnoli, Sicania 1994
- AA.VV., I palazzi dell'Aquila, Ediarte, L'Aquila 1997
- Abruzzo giacobino e sanfedista, "La Città del Sole" Manes editori, 1999
- Aquila: dalla fondazione alla renovatio urbis, con M. Centofanti, Textus 2009
- Una lunga storia d'Amore: pagine scelte di storia Aquilana, CARSA, Pescara 2011
- L'Abruzzo nel 1860, Textus 2014
- L'Aquila 1860-1918: Liceo ginnasio e Istituto tecnico, Kirke editore, 2017